# Diecéze Zaba
Diecéze Zaba je titulární diecéze římskokatolické církve, založená roku 1933 papežem Piem XI., pojmenovaná podle starověkého města Zaba v dnešním Alžírsku. Toto město se nacházelo v provincii Numidia.

## Titulární biskupové a arcibiskupové
- Nicola Capasso – (1966–1968) – Funkce: emeritní biskup Acerry
- Bruno Desrochers – (1968–1970) – Funkce: emeritní biskup Sainte-Anne-de-la-Pocatière
- Cirilo R. Almario – (1973–1977) – Funkce: biskup koadjutor Malolose
- Luciano Giovannetti – (1978 – 1981) – Funkce: pomocný biskup Arezza
- Anton Pain Ratu, S.V.D. – (1982–1984) – Funkce: pomocný biskup Atambua
- Juan de Dios Mataflorida Pueblos – (1985–1987) – Funkce: pomocný biskup Davaa
- Giuseppe Mani – (1987–1998) – Funkce: pomocný biskup Říma
- Antony Pappusamy – (1998–2003) – Funkce: pomocný biskup Maduraia
- Edgar Hernando Tirado Mazo, M.X.Y. – (od 2003) – Funkce: apoštolský vikář Tierradentra